# Маркер порядку байтів
Ма́ркер поря́дку ба́йтів (англ. Byte-order mark, BOM) — символ Юнікоду U+FEFF  ZERO WIDTH NO-BREAK SPACE («нерозривний пробіл нульової ширини»), що використовується для позначення порядку байтів у рядку символів Юнікоду, що закодовано в UTF-16 або UTF-32. Ця позначка використовується для позначення того, що текст має кодування UTF-8, UTF-16 або UTF-32.
У більшості систем кодування BOM рідко зустрічається в інших контекстах (зазвичай він являє собою послідовність незрозумілих керуючих кодів). Якщо позначку BOM буде помилково інтерпретовано як дійсний символ Юнікоду, її, взагалі кажучи, видно не буде, оскільки вона є нерозривним пробілом нульової ширини. Використання символу з кодом U+FEFF для інших цілей було скасовано в стандарті Юнікод 3.2 (у якому визначено символ U+2060 для застосування в інших цілях), що дало змогу вивільнити U+FEFF для використання виключно як позначки порядку байтів BOM.
У UTF-16 BOM (U+FEFF) стоїть на місці першого символу файлу або потоку літер, щоб вказати порядок 16-бітних символів у цьому файлі або потоці. Якщо 16-бітні символи записано в прямому порядку (англ. big-endian), позначку BOM буде зчитано як байти 0xFE і 0xFF; якщо порядок байт зворотний, послідовність BOM буде зчитано як 0xFF і 0xFE. Гарантується, що символ Юнікоду з кодом U+FFFE ніколи не використовуватиметься для позначення літери в кодуванні Юнікоду; із цього випливає, що в контексті Юнікоду пара байт 0xFF і 0xFE може означати лише U+FEFF у зворотному порядку.
Незважаючи на те, що UTF-8 не має проблем із порядком байтів, BOM, у цьому випадку, може використовуватись для позначення тексту в кодуванні UTF-8. Ця позначка лише позначає кодування файлу, а не порядок байт у ньому. Достатньо велика кількість програмного забезпечення виробництва Microsoft, (наприклад Блокнот) додає позначку BOM. Однак на Unix-подібних системах застосування позначки BOM може перешкоджати нормальній обробці файлів.

## Представлення позначки порядку байт за кодуваннями
| Кодування             | Представлення (шістнадцяткове)                                   |
| --------------------- | ---------------------------------------------------------------- |
| UTF-8                 | EF BB BF *                                                       |
| UTF-16 Прямий порядок | FE FF                                                            |
| UTF-16 Зворотний      | FF FE                                                            |
| UTF-32 Прямий порядок | 00 00 FE FF                                                      |
| UTF-32 Зворотний      | FF FE 00 00                                                      |
| SCSU                  | 0E FE FF                                                         |
| UTF-7                 | 2B 2F 76 та один із наступних байтів: [ 38 \| 39 \| 2B \| 2F ] † |
| UTF-EBCDIC            | DD 73 66 73                                                      |
| BOCU-1                | FB EE 28                                                         |

* В UTF-8, BOM насправді використовується лише для позначення кодування тексту. Ця позначка лише позначає кодування файлу, а не порядок байтів в ньому.
† В UTF-7, четвертий байт послідовності BOM, перед кодуванням base64 дорівнює 001111xx у двійковій формі, а xx залежить від наступного байта.

## BOM,PHP,ApacheтаUnix-подібні ОС
При використанні UTF-8 для зберігання php-файлів можуть виникнути проблеми із заголовками які відправляє httpd. Оскільки BOM фізично розташований до <?php, то відправляється першим, що може призвести до неможливості додання інших заголовків, включаючи кукі-файли.
Щоб цього уникнути, php-файли потрібно зберігати в кодуванні UTF-8 без BOM (Наприклад, у Notepad++: Кодування → Перетворити в UTF-8 без BOM; Опції → Налаштування → Створити документ → Кодування: UTF-8 без мітки BOM).